# John Moore (politicus)
John Edward Michael Moore, Baron Moore van Lower Marsh (Londen, Engeland, 26 november 1937 – aldaar, 20 mei 2019) was een Brits politicus van de Conservative Party.
Moore was tussen 1979 en 1989 bewindspersoon in het kabinet Thatcher. Hij was staatssecretaris voor Energie van 1979 tot 1983, onderstaatssecretaris voor Financiën in 1983, staatssecretaris voor Financiën van 1983 tot 1986, minister van Transport van 1986 tot 1987, minister van Volksgezondheid en Sociale Zaken van 1987 tot 1988 en minister van Sociale Zaken van 1988 tot 1989.
Tijdens zijn ambtstermijn als minister van Transport vond het ongeluk met de Herald of Free Enterprise plaats op 6 maart 1987.
Op 3 juli 1992 werd Moore benoemd als baron Moore van Lower Marsh en werd lid van het Hogerhuis.